# James Morrison Harris

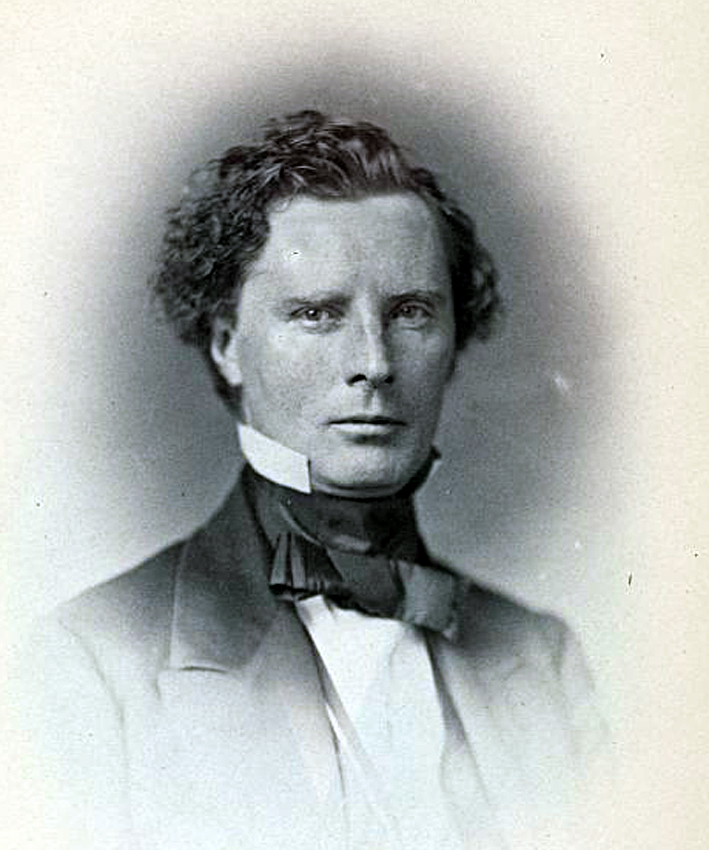
James Morrison Harris (1859)

James Morrison Harris (* 20. November 1817 in Baltimore, Maryland; † 16. Juli 1898 ebenda) war ein US-amerikanischer Politiker. Zwischen 1855 und 1861 vertrat er den Bundesstaat Maryland im US-Repräsentantenhaus.

## Werdegang
James Harris besuchte private Schulen in seiner Heimat. Danach absolvierte er im Jahr 1833 das Lafayette College in Easton (Pennsylvania). Nach einem Jurastudium und seiner 1843 erfolgten Zulassung als Rechtsanwalt begann er in Baltimore in diesem Beruf zu arbeiten. Politisch schloss er sich in den 1850er Jahren der American Party an.
Bei den Kongresswahlen des Jahres 1854 wurde Harris im dritten Wahlbezirk von Maryland in das US-Repräsentantenhaus in Washington, D.C. gewählt, wo er am 4. März 1855 die Nachfolge von Joshua Van Sant antrat. Nach zwei Wiederwahlen konnte er bis zum 3. März 1861 drei Legislaturperioden im Kongress absolvieren. Diese waren von den Ereignissen im Vorfeld des Amerikanischen Bürgerkrieges geprägt. Im Jahr 1860 verzichtete Harris auf eine weitere Kandidatur.
Nach dem Ende seiner Zeit im US-Repräsentantenhaus praktizierte er wieder als Anwalt. Außerdem war er im Bildungsbereich und auf religiösem Gebiet tätig. Von 1865 bis 1872 war er Kurator des Lafayette College. James Harris starb am 16. Juli 1898 in Baltimore.